# Беляков, Александр Степанович
Александр Степанович Беляков (18.12.1921 — 17.08.2008) командир отделения разведки 113-го миномётного полка (2-я миномётная бригада, 6-я артиллерийская дивизия прорыва, 47-я армия, 1-й Белорусский фронт) старший сержант, участник Великой Отечественной войны, полный кавалер ордена Славы.

## Биография
Родился 18 декабря 1921 года в селе Волхово ныне Лихославльского (по другим данным — Спировского) района Тверской области в семье крестьянина. Русский.
В 1936 году уехал в город Калинин (Тверь). Окончил 9 классов вечерней средней школы и школу фабрично-заводского ученичества при вагоностроительном заводе. Работал токарем на это же заводе.
В июле 1941 года был призван в Красную армию Калининским горвоенкоматом. С августа участвовал в боях с захватчиками.  Боевое крещение получил в боях на территории Сумской области в составе расчёта 45-мм пушек. 16 сентября в рукопашной схватке был ранен в ногу.
Только через полгода встал на ноги, но в госпитале на медкомиссии был признан не годным к строевой службе. Несмотря на это, добровольцем записался в маршевую батарею миномётного полка. Сначала был зачислен во взвод управления, освоил радиодело. Когда нога окончательно зажила, вернулся в строй.
К весне 1943 года сержант Беляков воевал командиром миномётного расчёта 113-го миномётного полка 2-й миномётной бригады Резерва Главнокомандования. В его составе прошёл до конца войны. В 1943 году вступил в ВКП(б)/КПСС.
В марте 1943 года, за отличие в боях на Ржевском направлении (его расчёт уничтожил артбатарею и 5 пулемётов противника) получил первую боевую награду — медаль «За боевые заслуги».
Летом 1943 года в составе своего подразделения участвовал в сражении на Курской дуге. В этих боях уже командовал отделением разведки. За хорошую организацию связи с пехотой и своевременное обнаружение группы вражеских автоматчиков, награждён медалью «За отвагу». 23 июля в боях на Брянском направлении был ранен. После госпиталя вернулся в строй. К лету 1944 года командовал отделением разведки.
5 июля 1944 года в районе города Ковель (Белоруссия) старший сержант Беляков тщательным наблюдением выявил 3 пулемёта и миномётную батарею, которые по его целеуказаниям были подавлены. 7 июля у деревни Калиновка (в районе города Ковель) обнаружил миномётную и артиллерийскую батареи, противотанковое орудие, 4 пулемёта. Огневые точки огнём дивизиона были уничтожены, а огонь батарей подавлен, чем было обеспечено продвижение пехоты. При выполнении этой задачи получил лёгкую контузию.
Приказом по войскам 1-го Белорусского фронта от 24 августа 1944 года (№116) старший сержант Беляков Александр Степанович награждён орденом Славы 3-й степени.
С 8 по 12 октября 1944 года в наступательных боях на варшавском направлении в районе населённых пунктов Яблонна и Легионово (Мазовецкое воеводство, Польша) старший сержант Беляков в условиях сильного артиллерийского и пулемётного огня противника обнаружил расположение 2 миномётных и 1 артиллерийской батарей, 3 пулемётов, которые были подавлены. Получив тяжёлое ранение в этом бою, продолжал корректировать огонь дивизиона до полного выполнения боевого задания.
Приказом по войскам 1-го Белорусского фронта от 17 декабря 1944 года (№380/н) старший сержант Беляков Александр Степанович награждён орденом Славы 2-й степени.
После госпиталя вернулся в свой полк, участвовал в Висло-Одерской наступательной операции.
В период подготовки к прорыву обороны противника в районе населённого пункта Грабув (южнее города Варшава, Польша) старший сержант Беляков разведал наблюдательный пункт и 2 пулемёта, которые во время артподготовки были выведены из строя. В день прорыва вражеской обороны 14 января первым со своим отделением ворвался в траншею противника, огнём из автомата лично уничтожил двух гитлеровцев. В дальнейшем участвовал в отражении контратак противника, давал целеуказания на подавление вражеских огневых средств. 15 января вместе с передовыми подразделениями первым в дивизионе форсировал реку Пилица, передавал с западного берега координаты вражеских позиций. За эти бои был представлен к награждению орденом Славы 1-й степени.
В боях с 14 по 19 марта 1945 года старший сержант Беляков лично обнаружил два 75-мм орудия прямой наводки, миномётную батарею, 3 станковых пулемёта, которые по его целеуказаниям были уничтожены огнём дивизиона. 17 марта в бою на южной окраине города Хекендорф (земля Саксония, Германия) со своим отделением без пехоты пошёл в атаку и предотвратил подрыв моста. В этом бою лично уничтожил 5 гитлеровцев, бойцы его отделения уничтожили 20 вражеских солдат и два пулемёта, четверых солдат взяли в плен. За этот бой награждён орденом Красного Знамени.
Указом Президиума Верховного Совета СССР от 24 марта 1945 года старший сержант Беляков Александр Степанович награждён орденом Славы 1-й степени. Стал полным кавалером ордена Славы.
На завершающем этапе войны, в ходе Берлинской операции с 16 апреля по 8 мая 1945 года исполнял обязанности начальника разведки дивизиона, умело организовал разведку в дивизионе. Непосредственно двигаясь в боевых порядках пехоты, корректировал огонь дивизиона. По его целеуказаниям миномётчики уничтожили две артиллерийские и три миномётные батареи, четыре противотанковых орудия, бронетранспортёр, четыре ручных и пять станковых пулемётов. За эти бои получил последнюю боевую награду — орден Отечественной войны 1-й степени.
Войну старшина Беляков закончил в городе Ратенов на реке Эльба. В декабре 1945 года старшина Беляков был демобилизован.
Вернулся в родное село. Работал военруком в школе. С декабря 1946 года жил в посёлке Калашниково Лихославльского района Тверской области, работал на стекольном заводе.
Только через три года поле Победы ветерану был вручён последний фронтовой орден — Славы 1-й степени.
В 1950 году завод был переориентирован на выпуск ламп накаливания. Беляков продолжал работать на Калашниковском электроламповом заводе старшим мастером, участвовал в выпуске первых лампочек, руководил монтажом сборочных линий, первого колбодувного автомата. В 1957 году окончил Московский всесоюзный заочный техникум. В дальнейшем работал начальником цеха, с 1965 года — главным механиком, с 1976 года — инженером-технологом Бюро инструментального хозяйства завода. Почётный гражданин Лихославльского района (2001).
С 1988 года на пенсии.
Жил в посёлке Калашниково. Скончался 17 августа 2008 года. Похоронен на кладбище посёлка Калашниково Лихославльский район.

## Награды
- Орден Красного Знамени (19.05.1945)[3]
- орден Отечественной войны I степени (04.09.1945)[4]
- орден Отечественной войны I степени (11.03.1985)[5]
- орден Славы I степени (24.03.1945)[6]
- орден Славы II степени (17.12.1944)[7]
- орден Славы III степени (24.08.1944)[8]
- Орден «Знак Почёта»
  - медали, в том числе:
  - «За отвагу» (14.07.1943)[9]
  - «Медаль «За боевые заслуги» (03.03.1943)[9]
  - «В ознаменование 100-летия со дня рождения Владимира Ильича Ленина» (6 апреля 1970)
  - «За победу над Германией в Великой Отечественной войне 1941—1945 гг.» (1945)[10]
  - «20 лет Победы в Великой Отечественной войне 1941—1945 гг.» (7 мая 1965[11])
  - «30 лет Победы в Великой Отечественной войне 1941—1945 гг.»[12]
  - Медаль «Сорок лет Победы в Великой Отечественной войне 1941—1945 гг.»[13]
  - Юбилейная медаль «50 лет Победы в Великой Отечественной войне 1941—1945 гг.»[14]
  - «Ветеран труда»
  - «30 лет Советской Армии и Флота»[15]
  - «40 лет Вооружённых Сил СССР»[16]
  - «50 лет Вооружённых Сил СССР» (26 декабря 1967[17])
  - «60 лет Вооружённых Сил СССР» (28 января 1978[18])

- Знак «25 лет победы в Великой Отечественной войне» (1970)
  - И другие

## Память
- В посёлке Лихославль его имя увековечено на гранитной плите у обелиска Победы.
- В Калашниково на здании завода установлена мемориальная доска.
- Имя героя увековечено на сайте МО РФ «Дорога памяти»